# Rewan Amin
Rewan Amin (Duhok, 8 de enero de 1996) es un futbolista iraquí que juega en la demarcación de centrocampista para el Duhok SC de la Liga Premier de Irak.

## Selección nacional
Hizo su debut con la selección absoluta de Irak el 26 de septiembre de 2022 en un encuentro amistoso contra Siria que finalizó con un resultado de 1-0 a favor del combinado iraquí tras el gol de Aymen Hussein.

## Clubes
| Club          | País         | Año       | Partidos | Goles |
| ------------- | ------------ | --------- | -------- | ----- |
| SC Heerenveen | Países Bajos | 2015-2017 | 0        | 0     |
| Dalkurd FF    | Suecia       | 2017-2018 | 48       | 0     |
| Östersunds FK | Suecia       | 2018-2021 | 57       | 1     |
| Dalkurd FF    | Suecia       | 2022      | 10       | 0     |
| Duhok SC      | Irak         | 2023-     |          |       |